# Ordine della Grande vittoria del drago Thunder
L'ordine della Grande vittoria del drago Thunder è un ordine cavalleresco del Bhutan.

## Storia
L'ordine è stato rifondato il 29 settembre 1985 dal re Jigme Singye Wangchuck.

## Classi
L'ordine dispone delle seguenti classi di benemerenza:
- cavaliere di I classe.
- cavaliere di II classe.

## Insegne
- Il "distintivo" è un medaglione circolare che rappresenta la bandiera nazionale con il drago in oro, su una croce d'oro stilizzata, il tutto su di una griglia d'oro[1]
- Il "nastro" è arancione scuro.

Le insegne vengono portate nei seguenti modi:
- sull'abito nazionale bhutanese:
  - I classe: distintivo su un nastro al collo di grandi dimensioni e una stella su un nastro a medaglia sul petto a sinistra.
  - II classe: distintivo indossato ad un nastro da collo di grandi dimensioni.
- in abito europeo o in uniforme:
  - I classe: distintivo che pende da una fascia e stella al seno (senza nastro) sul seno sinistro.
  - II classe: distintivo appeso a una fascia.

## Insigniti notabili
- Jigme Yoser Thinley, primo ministro del Bhutan (17 dicembre 2008).[2]
- Sonam Tobgye, Chief Justice del Bhutan (17 dicembre 2008).[2]